# Igor Nikolajewitsch Smirnow

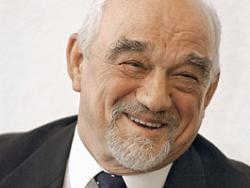
Igor Smirnow

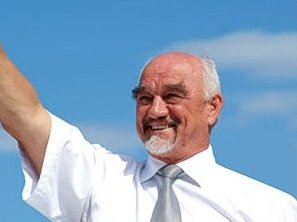
Igor Smirnow

Igor Nikolajewitsch Smirnow (russisch Игорь Николаевич Смирнов, wiss. Transliteration Igor' Nikolaevič Smirnov; rumänisch Igor Smirnov; * 23. Oktober 1941 in Petropawlowsk-Kamtschatski) war von 1991 bis 2011 der erste Präsident Transnistriens.

## Herkunft und Leben
Smirnow wurde während des Zweiten Weltkriegs in der fernöstlichen Stadt Petropawlowsk-Kamtschatski, im äußersten Osten  der Sowjetunion geboren. Sein Vater war Nikolai Stepanowitsch Smirnow, ein Mitarbeiter der kommunistischen Partei. Seine Mutter hieß Sinaida Grigorjewna Smirnowa und arbeitete als Journalistin und Zeitungsherausgeberin. Als Nikolai Smirnow immer weiter innerhalb der kommunistischen Partei aufstieg, zog die Familie aus der Russischen Sowjetrepublik in die Ukrainische Sowjetrepublik. Da der Vater mittlerweile zum Bezirksratsvorsitzenden von Golopristansk (Oblast Cherson) in der Ukraine aufgestiegen war, führte die Familie dort ein gutes Leben.
Im Sommer des Jahres 1952 wurde Nikolai Smirnow jedoch wegen Unregelmäßigkeiten bei der Versorgung der örtlichen Kolchosen festgenommen. Er wurde zu 15 Jahren Gulag sowie einer anschließenden Verbannung von fünf Jahren verurteilt. Als Angehörige eines Staatsfeindes hatten Sinaida Grigorjewna und ihre drei Söhne Wladimir, Oleg und Igor keinen guten Stand. Nach Josef Stalins Tod im Jahre 1953 wurde Nikolai Smirnow, nach rund einem Jahr Haft, zusammen mit vielen anderen Häftlingen freigelassen. Schließlich fand die Familie nahe dem Uralgebirge zusammen, wo Nikolai Smirnow eine Grundschule leitete und Sinaida Grigorjewna die örtliche Komsomol-Zeitung herausgab.
Igor Smirnow ist gelernter Zerspanungsmechaniker und besuchte später die Abendschule des Bauinstituts in Odessa in der Ukraine. Nachdem er 1959 seine Lehre beendet hatte, kehrte er in die Russische Sowjetrepublik zurück, wo er im Slatoust-Metallwerk arbeitete. Im gleichen Jahr kam er erneut in die Ukraine, um in einem Dynamowerk in der Stadt Nowaja Kachowka in der Oblast Cherson zu arbeiten. Zudem besuchte er 1974 das Maschinenbauinstitut Saporoschje.
1987 kam er schließlich nach Moldau, wo er Direktor des Großbetriebes Elektromasch in Tiraspol wurde. Dieser Betrieb war mit dem militärisch-industriellen Komplex der Sowjetunion verbunden und unterstand nicht den Ministerien in Chișinău, sondern direkt dem Staat.

### Transnistrien-Konflikt
Mit der Auflösung der Sowjetunion kam es in der Moldau zum Konflikt zwischen dem rumänisch sprechenden Teil der Moldauer, deren Vertreter das Land mit Rumänien vereinigen wollten, und ethnischen Minderheiten. Besonders groß war der Anteil der Minderheiten im östlichen Grenzstreifen Transnistrien, wo 1989 von den 601.700 Einwohnern nur 39,9 % Moldauer, aber 28,3 % Ukrainer und 25,4 % Russen lebten. Daneben gab es in Transnistrien auch noch bedeutende Minderheiten an Bulgaren und Gagausen. Zusammen mit russifizierten Moldauern gab es in diesem Landesteil eine russischsprachige Mehrheit, die sich von der neuen nationalistischen Politik Moldaus bedroht sah. Dies führte in mehreren Regionen Moldaus zu großer Unzufriedenheit und Demonstrationen.
Igor Smirnow, der als Fabrikdirektor großen Einfluss auf die lokale Arbeiterschaft hatte, gelang es, sich an die Spitze der transnistrischen Protestbewegung zu setzen. Smirnow gründete eine eigene politische Partei, den Vereinigten Rat der Arbeitskollektive, der ab 1989 Warnstreiks durchführte. In Wahlen 1990 übernahm Smirnow mit seiner Partei im Großteil Transnistriens die Kontrolle.
Smirnow war damals auch Abgeordneter im Obersten Sowjet der Moldauischen Sowjetrepublik und gründete schließlich mit Gleichgesinnten auf dem östlichen Uferstreifen des Dnister unabhängig von der Zentralmacht in Chișinău ein eigenes Staatswesen mit der Bezeichnung Transnistrische Moldauische Sozialistische Sowjetrepublik (kurz PMSSR). Aus dieser ging das heutige Transnistrien hervor, das sich seit August 1991 offiziell Transnistrische Moldauische Republik bzw. russisch PMR/Pridnestrowskaja Moldawskaja Respublika nennt. Smirnow wurde am 2. September 1990 zum Vorsitzenden des provisorischen Obersten Sowjets Transnistriens erklärt.
Im Dezember 1991 organisierte man in Transnistrien eine eigene Präsidentschaftswahl, in der Smirnow bei einer Wahlbeteiligung von 78 % mit insgesamt 65,4 % der Stimmen gewählt wurde.
Der stark industrialisierte Landstreifen erwies sich mit seiner großen Stahl-, Textil-, Schuh- und Möbelindustrie, der Spirituosenwirtschaft und seiner Energiegewinnung basierend auf Wasserkraft als unverzichtbar für die Wirtschaft in der Republik Moldau. So kam es zu einem offenen Konflikt mit Transnistrien. In einem kurzen, heftigen Krieg im Juni/Juli 1992, in dem auf beiden Seiten mehrere hundert Menschen starben, versuchte die moldauische Regierung, den abtrünnigen Landesteil gewaltsam wieder in den moldauischen Staatsverband einzugliedern. Durch die enormen Bestände an Waffen und Munition der ehemals sowjetischen, nunmehr russischen 14. Armee, die noch auf transnistrischem Territorium lagerten und auf die transnistrische Einheiten zum Teil zugreifen konnten, stellten die transnistrischen Verbände einen wesentlichen militärischen Faktor dar. Zudem griff die 14. Armee auf transnistrischer Seite ein. Der damalige Befehlshaber der in Transnistrien stationierten 14. Armee, General Alexander Lebed, erzwang am 21. Juli 1992 einen Waffenstillstand. Dieser wird seit dem 29. Juli 1992 von einer aus moldauischen, transnistrischen und russischen Soldaten gebildeten Friedenstruppe kontrolliert.

### Präsident der PMR
Von 1991 bis Dezember 2011 regierte Smirnow seine nicht anerkannte Republik als Präsident. Mitglieder seiner Familie hatten bzw. haben einflussreiche Positionen in der öffentlichen Verwaltung und Wirtschaft des Landes inne. Der frühere OMON- und KGB-Offizier Wladimir Antufejew und Vertraute Smirnows bekam eine neue Identität als Wadim Schewzow und hat als Minister für Inneres und Sicherheit die Kontrolle über den transnistrischen Geheimdienst MGB. Mit Bezug auf Transnistrien und Smirnow meint der polnische Schriftsteller Andrzej Stasiuk: „Ein alter Apparatschik verkleidet sich als amerikanischer Sheriff und kassiert den ganzen Einsatz.“
Igor Smirnow regierte als Präsident autoritär im Stile der sowjetischen Diktatoren und rechtfertigte seinen Regierungsstil mit dem Kampf gegen die von ihm als „national-faschistisch“ bezeichnete Regierung der Republik Moldau und der seiner Ansicht nach von dieser ausgehenden permanenten Gefahr.
Verhandlungen mit Chișinău, etwa über eine Konföderation oder eine Autonomie, verliefen unter gegenseitigen Schuldvorwürfen ergebnislos, da Smirnow auf der Anerkennung Transnistriens als eigenes Völkerrechtssubjekt besteht – eine Forderung, welche die Republik Moldau nicht zu akzeptieren bereit ist.
Seit 1991 fanden vier Präsidentschaftswahlen statt, die er bis auf die letzte alle deutlich gewann. 1991 setzte er mit 65,1 % gegen den Zweitplatzierten Grigori Marakuza (31 %) durch. Marakuza wechselte nach der Wahl in Smirnows Partei. 1996 gewann er mit 72 % gegen Wladimir Malachow mit 20 %, 2001 erhielt er 81,9 %, während seine Konkurrenten Tom Senowitsch mit 6,7 % und Alexander Radtschenko mit 4,6 % chancenlos blieben.

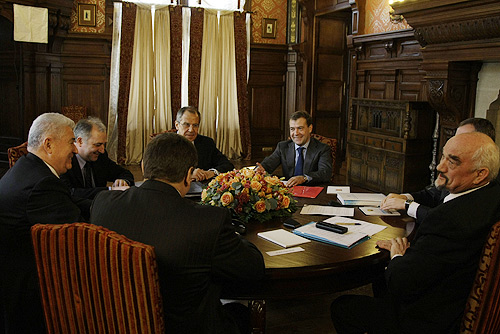
Smirnow im März 2009 am Verhandlungstisch mit Sergei Lawrow, Dmitri Medwedew und dem damaligen moldauischen Präsidenten Vladimir Voronin

2006 gewann Smirnow mit 82,4 %, Nadeschda Bondarenko von der Kommunistischen Partei erhielt 8,1 % der Stimmen, Andrei Safonow, Besitzer und Herausgeber der oppositionellen Zeitung Nowaja Gaseta, 3,9 %. Keine dieser Wahlen wurden von der internationalen Gemeinschaft anerkannt, da Transnistrien kein Völkerrechtssubjekt ist. Smirnow hatte seinen Rückzug aus der Politik für den Fall angekündigt, dass Transnistrien als souveräner Staat anerkannt wird und er damit sein Lebensziel erreicht hat.
Smirnow kündigte im September 2011 an, bei den im Dezember des gleichen Jahres stattfindenden transnistrischen Präsidentschaftswahlen 2011 erneut kandidieren zu wollen. Russland entzog ihm für diese Wahl seine Unterstützung, da er mittlerweile als Hindernis für eine Verhandlungslösung des Konfliktes gesehen werde, und unterstützte stattdessen den Sprecher des transnistrischen Parlamentes, Anatoli Kaminski. Entgegen Umfragen, welche Smirnow an der Spitze gesehen hatten, kam er im ersten Wahlgang hinter dem Oppositionskandidaten Jewgeni Schewtschuk und Kaminski nur auf den dritten Platz. In der Stichwahl setzte sich dann Schewtschuk klar gegen Kaminski mit 73,9 % der Stimmen durch.
Am 30. Dezember 2011 übernahm Schewtschuk offiziell die Amtsgeschäfte von Smirnow.
Smirnow lebt seitdem als Pensionär und tritt nur noch selten in der Öffentlichkeit auf.